# Anerveen (waterschap)
Anerveen was een waterschap in de Nederlandse provincie Overijssel van 1924 tot 1958. 
De Gedeputeerde Staten van Overijssel besloten tot oprichting van het waterschap tijdens de winterzitting van 1921-1922.
In 1925 breidde het waterschap haar gebied uit met 38 hectare en in 1933 nam het een gedeelte van het grondgebied van het waterschap De Meene over.
In 1958 ging het samen met de waterschappen De Molengoot, Het Beerzerveld, Het Bruchterveld, Holtheme, Radewijk en Baalder, De Meene en Het Rheezer- en Diffelerveld op in het waterschap De Bovenvecht. De laatste vergadering van het bestuur van het waterschap vond daarvoor al plaats op 18 december 1957.